# Історія звуку
«Історія звуку» (англ. The History of Sound) — англо-американський мелодраматичний кінофільм 2025 року, зрежисований Олівером Германусом. Екранізація однойменного оповідання Бена Шеттака.
Головні ролі виконали Пол Мескаль і Джош О'Коннор. Прем'єра фільму відбулась 21 травня 2025 року в основній конкурсній програмі 78-го Каннського кінофестивалю, де він був сприйнятий критикою неоднозначно, проте переважно позитивно.

## Сюжет
Події відбуваються під час Першої світової війни та після її завершення. Лайонел і Девід, колишні студенти Консерваторії Нової Англії, вирушають до сільської місцевості Нової Англії, щоб записати розповіді, голоси та фолк-пісні мешканців…

## У ролях
- Пол Мескаль — Лайонел
  - Кріс Купер — старий Лайонел
- Джош О'Коннор — Девід
- Моллі Прайс — мати Лайонела
- Рафаель Сбардж — батько Лайонела
- Гедлі Робінсон — Белль
- Емма Каннінг — Кларісса
- Браяна Міддлтон — «Вдячна» Мері Свен
- Гері Реймонд — Вільям

## Створення
Щойно прочитавши «фантастично красиве» оповідання Бена Шеттака «Історія звуку», режисер Олівер Германус знав, що буде створювати його екранізацію:
|  | Це несподівана історія кохання, яку необхідно розказати. Це подорож життям Америки крізь XX століття та традиції американської фолк-музики через призму зв'язку двох чоловіків, що занурюються в історію звуку. Ця беззаперечно сильна історія гарантовано відгукнеться глядачам по всьому світу. |

Про початок роботи над фільмом було оголошено у жовтні 2021 року, на стадії пост-продакшну попереднього фільму Олівера Германуса «Жити». «Пол і Джош — найперспективніші актори свого покоління, які поділяться з нами глибоко душевними перевтіленнями» — казав режисер про головних виконавців, у житті — найкращих друзів. Пол Мескаль спочатку хотів зіграти Девіда, а не Лайонела, проте у Олівера Германуса було інше бачення кастингу, оскільки актор любить співати, а Лайонел за сюжетом розвиває співочу кар'єру.
Знімальний процес мав розпочатись влітку 2022 року, проте через неспівпадіння у завантажених робочих графіках акторів фільмування відклали. Тільки після завершення роботи над мінісеріалом «Мері та Джордж» Олівер Германус повернувся до «Історії звуку», відзнявши фільм у лютому-квітні 2024 року у штаті Нью-Джерсі, зокрема Гобокені та Фріголд Тауншипі, та штаті Нью-Йорк. 
Пол Мескаль паралельно втілював два протилежні образи, знімаючись в історичному блокбастері «Гладіатор 2» на Мальті, для якого набрав значну м'язову масу. Для «Історії звуку» актор пройшов швидкий курс діалекту Кентуккі та вивчав старі фолк-пісні. «Найбільше я пишаюсь тим, що мав однакові відчуття, спочатку читаючи сценарій вперше, а потім побачивши завершений фільм» — казав Пол Мескаль.
Оскільки саме музика є концептуалізацією фільму, Олівер Германус роками підшукував необхідні пісні, прослуховуючи плейлісти в Spotify. «Це прекрасні пісні. … Не думаю, що вони знайомі багатьом, тому чудово буде відкрити деяким глядачам цей світ музики» — казав Пол Мескаль. Режисер співпрацював із композитором Олівером Коутсом і фолк-співаком Семом Амідоном для створення музичної палітри фільму. У червні 2024 року, під час пост-продакшну, режисер повідомив, що фільм не буде готовий до наступного року, оскільки створення саундтреку, в якому співають головні актори, займає багато часу.

## Сприйняття
Після завершення каннського показу аудиторія аплодувала стоячи 9 хвилин. За підсумковим вердиктом критиків, присутніх на фестивалі, фільм отримав середній бал 1.9 з 4 можливих.
Сприйняття фільму критикою виявилось неоднозначним. Пітер Бредшоу з газети The Guardian оцінив його в 2 зірки з 5 можливих: «У „Історії звуку“ були прихильники в Каннах, проте я побачив у ньому анемічний, вимучений фільм з присмаком болю, що став квазі-„Горбатою горою“». Оуен Глейберман (Variety) підтримав колегу, назвавши «Історію звуку» «„Горбатою горою“ на седативних засобах» та порівнявши його стиль зі стилем Келлі Райкарт, «але з меншою влучністю». Головний актор Пол Мескаль назвав порівняння фільму з «Горбатою горою» «лінивими та сумними», не знайшовши у фільмах жодних суттєвих паралелей.
Серед позитивних рецензій — Девіда Руні, The Hollywood Reporter: «Сила однієї лиш музики робить „Історію звуку“ одним із найбільш безсоромно романтичних ЛГБТ-фільмів за останній час». Натепер рейтинг фільму на Metacritic — 62 %, на Rotten Tomatoes — 65 %.